# Middleton Tyas
Middleton Tyas – wieś i civil parish w Anglii, w hrabstwie North Yorkshire, w dystrykcie (unitary authority) North Yorkshire. Leży 66 km na północny zachód od miasta York i 342 km na północ od Londynu. W 2011 roku civil parish liczyła 581 mieszkańców. Middleton Tyas jest wspomniana w Domesday Book (1086) jako Middeltun/Midelton.